# Скляево
Скля́ево — село, административный центр Скляевского сельского поселения Рамонского района Воронежской области Российской Федерации.

## География
Скляево расположено в 43 км от областного центра — Воронежа, в центральной части Рамонского района, к северо-западу от районного центра — села Рамонь. Протекающая здесь река Большая Верейка, относящаяся к бассейну реки Дон, делит селение пополам.
Село Скляево состоит сейчас из бывших деревень Скляево 1-е и Скляево 2-е.
С сер. XIX до нач. XX вв. при селе была усадьба Стрижевских, от которой сохранились: парк, сад, и школа, построенная в нач. ХХ на средства Стрижевского.

### Уличная сеть
- ул. Мурманская,
- ул. Центральная,
- ул. Юбилейная,
- пер. Мирный,
- пер. Свободы.

## Население
| 1859 | 2007 | 2010 |
| ---- | ---- | ---- |
| 557  | ↗628 | ↘547 |

## Экономика
На территории сельского поселения действует сельскохозяйственное предприятие Закрытое акционерное общество «Сельские зори», основными направлениями деятельности которого являются растениеводство — во многом благодаря преобладающему здесь чернозёмному типу почвы — выращивание и производство сахарной свеклы, зерновых, бобовых и масличных культур, животноводство — разведение овец, коз, лошадей, ослов и мулов (и лошаков); оптовая, оптово-розничная торговля говяжьим мясом, птицей, молоком, зерном и др. сельскохозяйственной продукцией.

## История
Село Скляево ведёт свою историю с начала XVIII века. Название селения возникло от имени Скляева Федосея — выдающегося русского кораблестроителя. За особые заслуги перед Отечеством царь Пётр I наградил соратника и своего сподвижника — капитан-командора Ф. М. Скляева, приписав ему крестьян из с. Староживотинного (107 душ муж. пола) и жаловав землю за Доном, на которой впоследствии было образовано пять поселений — деревень, населённых крепостными крестьянами, и названных по имени владельца: Скляево 1-е, Скляево 2-е и т. д.. После смерти Федосея Скляева его имение перешло по наследству дочери Наталье, а затем было продано.
Известно, что впоследствии значительная часть земель здесь принадлежала представителям древнего дворянского рода — помещикам Веневитиновым, так, в нач. XX в. известный русский историк и писатель М. А. Веневитинов владел здесь 2180 дес. земли (около д. Гнездилово и д. Ольховатка). Согласно некоторым источникам, к началу XX в. частично землями здесь владели ещё несколько лиц, а именно: потомственные дворяне Воронежской губернии — помещики Стрижевские Михаил Васильевич, Леонид Михайлович и Григорий Леонидович, а также Чебышёва Мария Леонидовна, имевшие здесь 4 усадьбы.
В Скляеве, находилась усадьба дворян Стрижевских. Напоминанием о ней являются сохранившиеся до наших дней парк, фруктовый сад, и здание двухэтажной сельской школы — открывшей свои двери в 1913 году, построенной на средства последнего в истории села его владельца — действительного статского советника, Казанского губернатора М. В. Стрижевского (1854—1913).
Статистическое издание — «Списки населённых мест Российской империи [Вып. 9]: Воронежская губерния : … по сведениям 1859 года» — сообщает следующее: «Скляево, сельцо владельческое; Воронежской губ., Землянского уезда, Третьего Стана; при речке Верейке; от уездного центра 19 вёрст, от становой квартиры 20 вёрст; дворов 51, мужеска пола 296 чел., женскаго пола 261 чел.».
Жители села Скляево (в том числе д. Скляево 1-е, д. Скляево 2-е и др.) — православные христиане, относились к приходу Церкви Воздвижения Креста Господня (с 1776 года) — православного храма Воронежской епархии, расположенного в селе Нижняя Верейка (Шевырёво тож) Землянского уезда Воронежской губернии.

## Великая Отечественная война
В начале июля 1942 года село было оккупировано немецко-фашистскими войсками. Часть его жителей успела бежать в близлежащее с. Сиверцево, оставшиеся же были насильственно угнаны в Германию.
Через три месяца, 11 октября 1942 года, после изнурительных, кровопролитных боёв длившихся около двух месяцев — с 16 августа по 11 октября, — силами 150-й отдельной танковой бригады и других воинских соединений 38-й Армии Воронежского Фронта село Скляево, и прилегающие к нему другие населённые пункты были освобождены советскими войсками. Немецко-фашистские захватчики были изгнаны ценой многих человеческих жизней; последствия жесточённых боёв были крайне разрушительными: в Скляеве, и, в соседних селениях, не осталось ни одного сохранившегося домостроения. После войны Скляево возродилось, возвратившиеся селяне отстроили его заново.
В память о Великой Отечественной войне в селе сооружён мемориальный комплекс, включающий в себя памятник и братскую могилу. Имена 2118 человек, захороненных в братской могиле воинов-красноармейцев, погибших на здешних полях сражений, перечислены на мемориальных досках памятника.

## Известные уроженцы
- Никитин, Василий Афанасьевич (1925—2015) — ветеран Великой Отечественной войны, Герой Советского Союза (1945).